# Gerhard Herzberg
Gerhard Herzberg (Hamburgo, Alemania, 25 de diciembre de 1904-Ottawa, Canadá, 3 de marzo de 1999) fue un físico, químico y profesor universitario de nacionalidad canadiense, aunque tenía origen alemán, galardonado con el Premio Nobel de Química del año 1971.

## Biografía
Estudió física y química en el Instituto Tecnológico de Darmstadt, donde se licenció en 1928 en fisicoquímica. En 1930 realizó su doctorado en la Universidad de Gotinga, bajo la supervisión de James Franck y Max Born, y en la Universidad de Bristol, bajo la supervisión de John Lennard-Jones.
En 1930 fue nombrado profesor asistente de física en el Instituto Tecnológico de Darmstadt, cargo que tuvo que abandonar en 1935 ante las presiones del régimen nazi alemán. Aquel mismo año aceptó el cargo de profesor visitante en la Universidad de Saskatchewan en Canadá, país donde estableció su residencia. Entre 1945 y 1948 fue profesor en la Universidad de Chicago.

## Investigaciones científicas
Interesado en la investigación de espectroscopia molecular, durante su estancia en Canadá determinó la estructura molecular de las moléculas diatómicas y poliatómicas, incluyendo hidrógeno triatómico, H3, el Hidrógeno molecular protonado, H3+, y los radicales libres. También realizó estudios sobre el análisis químico de objetos astronómicos como las nubes moleculares.
En 1971 fue galardonado con el Premio Nobel de Química por sus trabajos sobre la estructura electrónica y la geometría de las moléculas, en especial de los radicales libres.
Ese mismo año también recibió la Medalla Royal de la Royal Society de Londres.

## Reconocimientos
En su honor se bautizó al asteroide (3316) Herzberg descubierto el 6 de febrero de 1984 por el astrónomo Edward Bowell.